# Campionati del mondo di atletica leggera indoor 2018 - 3000 metri piani maschili
I 3000 metri piani maschili si sono tenuti il 2 ed il 4 marzo 2018. Si sono qualificati alla competizione 22 atleti, ma ne sono partiti in 20.